# Сан-Хорхе
Сан-Хо́рхе (ісп. San Jorge) — затока в Атлантичному океані, основний нафтогазовидобувний басейн Аргентини. Затока поділена між аргентинськими провінціями Чубут і Санта-Крус.

## Характеристика
Затока Сан-Хорхе простягається від мису Дос-Баіас (44°55′ пд. ш. 65°31′ зх. д. / 44.917° пд. ш. 65.517° зх. д.) до мису Трес-Пунтас (47°06′ пд. ш. 65°51′ зх. д. / 47.100° пд. ш. 65.850° зх. д.). Має 148 км у довжину і 244 км у ширину. Глибина 73-101 м. Площа 39 км². Північний берег скелястий, решта більш полога. Характеризується сильними припливами.
У затоці розвинене рибальство і видобуток корисних копалин. Видобування нафти почалося 1901 року. Тут знаходиться 100 нафтових та 14 газоносних родовищ. Запаси нафти 350 млн т, газу — 100 млрд м³. Розробляється понад 40 родовищ. Експлуатується 4706 свердловин (95 фонтанним способом, 4611 — насосним). Річний видобуток в кінці ХХ ст. — близько 10 млн т нафти і 3 млрд м³ газу.
Найбільшим містом на березі затоки є Комодоро-Рівадавія, другим — Калета-Олівія, яка є важливим нафтовидобувним центром. Третім за важливістю містом є курорт Рада-Тільї.
На берегах затоки Сан-Хорхе знаходиться три природні заказники. 2007 року було вирішено створити національний парк, який займатиме північну частину узбережжя затоки, 42 острови в ній і матиме площу 600 км².